# Działoszyce (stacja kolejowa)
Działoszyce – nieistniejąca stacja kolei wąskotorowej (Świętokrzyska Kolej Dojazdowa) w Działoszycach, w województwie świętokrzyskim, w Polsce.